# Vera Stillnerová
Vera Stillnerová es una deportista checa que compitió en natación adaptada. Ganó una medalla de bronce en los Juegos Paralímpicos de Sídney 2000 en la prueba de 50 m mariposa (clase S14).

## Palmarés internacional
| Juegos Paralímpicos | Juegos Paralímpicos | Juegos Paralímpicos | Juegos Paralímpicos |
| Año                 | Lugar               | Medalla             | Prueba              |
| ------------------- | ------------------- | ------------------- | ------------------- |
| 2000                | Sídney (Australia)  | Medalla de bronce   | 50 m mariposa S14   |